# Christoph Haimburger
Christoph Haimburger (* 4. Oktober 1991 in Klagenfurt) ist ein österreichischer Floorballspieler. Aktuell spielt er für den KAC Floorball.

## Karriere

### Vereinskarriere
Seine Karriere begann Christoph Haimburger beim KAC Floorball, wo er bis 2009 im Nachwuchs spielte. 2009 gab er sein Debüt in der Kampfmannschaft und konnte dort auf Anhieb überzeugen. In seinen ersten vier Jahren konnte er 63 Tore erzielen sowie 21 weitere vorbereiten. Ab der Saison 2012/13 trug er einige Male die Kapitänsschleife. Dies hatte zur Folge, dass er 2012 für die WM-Qualifikation ins Nationalteam einberufen wurde.
Nach einem Jahr Pause aufgrund seines Studiums in Graz wechselte er schließlich zum IC Graz in die 2. Bundesliga, wo er sofort als Leistungsträger galt. Zudem wurde er auch Kapitän. Nach seiner zweiten Saison feierte er 2015 sein Comeback im Nationalteam.
Im Juni 2016 gab der KAC Floorball bekannt, dass Haimburger ab der kommenden Saison wieder sie spielen würde. Sein Comeback feierte er im Juli 2016 bei einem internationalen Turnier in Amsterdam.

### Nationalteam
2012 gab Haimburger sein Debüt im österreichischen Nationalteam im Rahmen der WM-Qualifikation gegen Ungarn. Das Spiel ging mit 1:9 verloren. Nach dreijähriger Abstinenz wurde er 2015 für Testspiele wieder ins Nationalteam einberufen.